# La Gaillarde
La Gaillarde – miejscowość i gmina we Francji, w regionie Normandia, w departamencie Sekwana Nadmorska.
Według danych na rok 1990 gminę zamieszkiwało 420 osób, a gęstość zaludnienia wynosiła 54 osoby/km² (wśród 1421 gmin Górnej Normandii La Gaillarde plasuje się na 515. miejscu pod względem liczby ludności, natomiast pod względem powierzchni na miejscu 481.).